# Journal of molecular cell biology
Journal of molecular cell biology is een internationaal, aan collegiale toetsing onderworpen wetenschappelijk tijdschrift op het gebied van de celbiologie.
De naam wordt in literatuurverwijzingen meestal afgekort tot J. Mol. Cell. Biol.
Het wordt uitgegeven door Oxford University Press namens het Japan Science and Technology Agency.